# Acacia subinermis
Acacia subinermis é uma espécie de leguminosa do gênero Acacia, pertencente à família Fabaceae.